# 岡正雄 (内務官僚)
岡 正雄（おか まさお、1882年〈明治15年〉12月27日 - 1948年〈昭和23年〉10月3日）は、日本の内務・警察官僚。憲政会系官選県知事、内務省警保局長。

## 経歴
島根県松江市出身。岡政徳の長男として生まれる。第一高等学校を卒業。1909年、東京帝国大学法科大学政治学科を卒業し大学院に進む。同年11月、文官高等試験行政科試験に合格。1910年、内務省に入省し、北海道庁属となる。
以後、北海道庁事務官補、同理事官、佐賀県理事官、新潟県理事官、青森県警察部長、鳥取県内務部長、愛知県警察部長などを歴任。
1924年7月、富山県知事に就任。県営林造成、第二次伏木港築港工事、県営電力開発などに尽力。憲政会系と見られていたが、公正な県政運営により県民の信頼を得た。1926年9月、熊本県知事に転任。1927年5月17日、知事を休職となる。同年9月10日、依願免本官となる。1929年7月、愛知県知事として復帰。政府の緊縮政策のもと、公私経済緊縮愛知地方委員会の設置、新税・増税を避けた予算編成に尽力。1931年1月、兵庫県知事に転任。同年8月、内務省警保局長に転任。同年12月13日、依願免本官となり退官した。
戦後、1948年6月25日に全国選挙管理委員会委員に任命されたが、同年10月、在任中に死去した。